# Municipio de Mezcalapa
El municipio de Mezcalapa es uno de los 124 municipios que componen el estado de Chiapas. Su cabecera municipal es la villa de Raudales Malpaso.